# Letenye
Letenye es una ciudad ubicada en el condado de Zala, Hungría.

## Superficie
Posee una superficie de 41,74 kilómetros cuadrados.

## Demografía
Hasta 2021 la población era de 3857 habitantes, con una densidad de población de 92,40 habitantes por kilómetro cuadrado. En 2011 la mayor parte de la población estaba conformada por húngaros y la religión predominante era el catolicismo.